# Lepidagathis bandraensis
Lepidagathis bandraensis är en akantusväxtart som beskrevs av Blatter. Lepidagathis bandraensis ingår i släktet Lepidagathis och familjen akantusväxter. Inga underarter finns listade i Catalogue of Life.